# Massock-Songloulou
Massock-Songloulou est une commune du Cameroun située dans la région du Littoral et le département de la Sanaga-Maritime.

## Géographie
La commune s'étend sur 578,75 km2 selon Géocameroun. Massok est située sur la route D52 à 96 km au nord-est du chef-lieu départemental Edéa. La commune s'étend au nord de Pouma et du département de la Sanaga-Maritime en rive droite du fleuve Sanaga.
|        | Yingui             | Ngambé |
| Edéa 2 | Massock-Songloulou | Nyanon |
|        | Pouma              | Dibang |

## Histoire
La commune est créée en 1993 par démembrement de la commune de Ngambé.

## Population
Lors du recensement de 2005, la commune comptait 5 044 habitants.

## Toponymie
La commune s'appelait précédemment Massok-Songlolo. Son nom ayant été déformé lors d'un discours officiel prononcé lors de l'inauguration du barrage, ce nom lui est resté.

## Villages
Outre Massock-Songloulou proprement dit, la commune comprend 54 villages regroupés en trois cantons : Babimbi, Log Kat et Ndog Mbog.
Liste de villages :
- Bahanga
- Bioumoul
- Bot Mbaï
- Dikamak
- Dimbengui
- Dissema
- Doukokol
- Iaakok
- Ibaïkak
- Ibom
- Ibompoï
- Issondje I
- Issondje II
- Itayap
- Kahn
- Kanga
- Log Pagal
- Mabondo
- Mahohi II
- Makoki
- Makoo
- Mandjab II
- Massok
- Mbanda
- Mbandi II
- Ndede
- Ndjock Nkong
- Ngog-Mbog (Ngambé II)
- Ngond Mback
- Nguibassal
- Ninga
- Nkaka
- Nkom
- Nsing Mandeng
- Ntambe
- Onna
- Pendjock
- Si-Pandang et Kokoa II
- Socke
- Song
- Song Kam
- Songmbenguè
- Song Nigui
- Song Nkolo
- Songjem
- Songuen
- Taï
- Tomel
- Tongore

## Enseignement
L'arrondissement de Massock compte 6 établissements secondaires publics dont 3 lycées et 3 collèges, les six sont francophones.
- CES de Khan
- CETIC de Pendjock
- CETIC de Songmbengue
- Lycée de Massock Songloulou
- Lycée de Nkom
- Lycée de Songmbengue

## Barrage
La commune abrite le barrage de Song Loulou, construit par AES Sonel, inauguré en 1981, et qui alimentait en électricité les trois quarts du Cameroun en 2010, avec une puissance nominale de 388 MW. Quelques rares quartiers et villages bénéficiaient en 2010 d'une alimentation électrique, ou, à tout le moins, de pylônes destinés à recevoir des câbles. En 2015, le barrage cédé à Eneo puis à Electricity Development Corporation doit faire l'objet l'objet d'importants travaux de réhabilitation

## Personnalités nées à Massock-Songloulou
- Louis-Marie Pouka, né à Kahn en 1910

HIIH MBE HILAIRE ROGER
né en 1973